# N5 (Demokratische Republik Kongo)
Die N5 ist eine Fernstraße in der Demokratischen Republik Kongo, die in Lubumbashi beginnt und in Bukavu endet. Sie ist 1102 Kilometer lang.
Die Fernstraße beginnt in Lubumbashi an der Ausfahrt der N1 und verläuft südlich Richtung Bukavu. In Kasomeno  zweigt die N35 ab, die weiter Richtung Mwense läuft. Die N34 zweigt in Kansimba von der N5 ab. Die N33, die in Kabondo endet, zweigt in Kalembie ab. Das ist eine Verbindungsstrecke zur N1. Ein Teil der N5 verläuft westlich am Tanganjika-See entlang.